# Chilo argyropasta
Chilo argyropasta là một loài bướm đêm trong họ Crambidae.